# Hakan Yakin
Hakan Yakin (Tyrkisk: Hakan Yakın, født 22. februar 1977 i Basel) er en schweizisk tidligere fodboldspiller. Gennem karrieren spillede han for blandt andet FC Basel, Grasshoppers, Stuttgart og BSC Young Boys.